# CANT 13
Il CANT 13 era un bombardiere leggero e ricognitore anfibio monomotore biplano realizzato dall'azienda italiana Cantieri Aeronautici e Navali Triestini (CANT) negli anni venti e rimasto a livello di prototipo.

## Storia

### Sviluppo
Nel 1925 il Ministero dell'aeronautica emise una specifica per la fornitura di un nuovo velivolo anfibio per equipaggiare unità navali della Regia Marina. Al concorso partecipò la CNT con un progetto affidato all'ingegner Raffaele Conflenti.

### Impiego operativo
I due esemplari realizzati vennero valutati dalla Regia Aeronautica ma a causa del mutamento dei piani dello Stato Maggiore non venne decisa alcuna produzione in serie, tuttavia vennero impiegati operativamente dalla Regia Marina per almeno i due anni successivi.

## Descrizione tecnica
Il CANT 13 era un velivolo dall'aspetto convenzionale realizzato interamente in legno, monomotore biposto caratterizzato dalla configurazione alare biplana e carrello retraibile.
La scafo presentava un abitacolo aperto a due posti affiancati con un passaggio interno che permetteva al secondo membro dell'equipaggio di raggiungere le due postazioni difensive, anteriore e posteriore, dotate entrambe di una mitragliatrice. Posteriormente terminava in una coda dall'impennaggio monoderiva.
La configurazione alare era biplana con ali di uguale misura, collegate tra loro da una coppia di montanti per lato integrati da tiranti in cavetto d'acciaio, con la superiore dotata di alettoni e caratterizzate dalla possibilità di ripiegarle all'indietro.
Il carrello d'atterraggio era retraibile grazie ad un meccanismo comandato dal pilota.
La propulsione era affidata ad un motore Lorraine-Dietrich 12 Db, un 12 cilindri a V raffreddato a liquido in grado di erogare una potenza pari a 400 CV (294 kW) abbinato ad un'elica bipala a passo fisso e collocato tra le due ali sopra lo scafo su un castello tubolare centrale di supporto.

## Utilizzatori
Italia
- Regia Aeronautica

operò con un esemplare assegnato alla Regia Marina.